# 4492 Debussy
4492 Debussy este un asteroid din centura principală, descoperit pe 17 septembrie 1988 de Eric Elst.